# Bill Payne (Musiker)

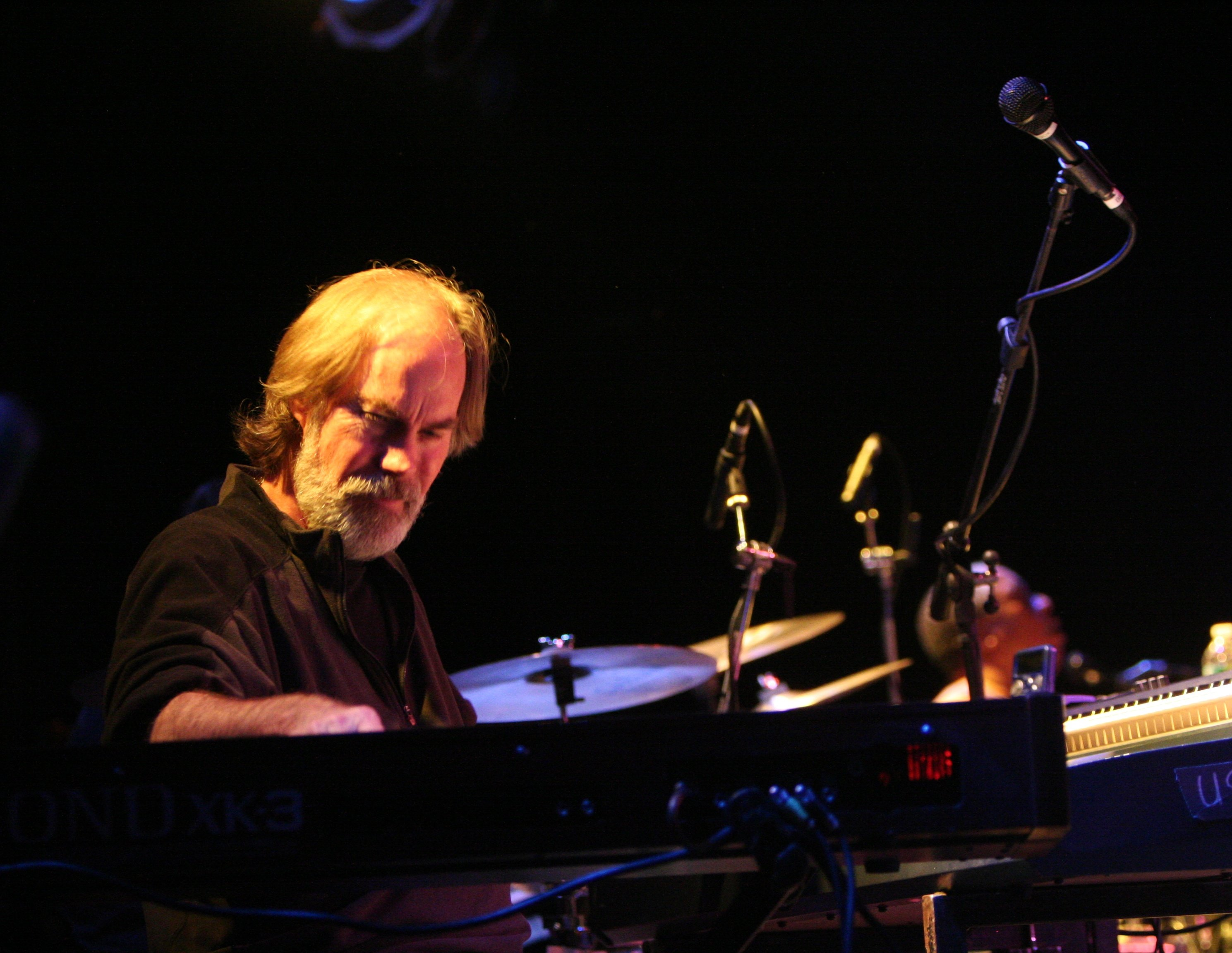
Bill Payne (2010)

Bill Payne (* 12. März 1949 in Waco, Texas) ist ein US-amerikanischer Rockpianist und -keyboarder. Außerdem beherrscht er Orgel und Synthesizer.

## Leben
Mit 15 Jahren trat er zum ersten Mal einer Band bei (The Debonairs). Die ältesten veröffentlichten Aufnahmen mit Bill Payne stammen aus dem Jahr 1966, als er Mitglied der Gruppe 'Something Wild' war – zu finden auf dem Sampler 'Thirteen O’Clock Flight To Psychedelphia' von 1998.
Paynes Musikkarriere begann 1969, als er zusammen mit Lowell George, Roy Estrada und Richard Hayward die Rockband Little Feat ins Leben rief, bei der er bis zur Auflösung der Band 1979 blieb und auch ab der Reunion 1988 wieder mit dabei war. Außerdem ist Bill Payne ein gefragter Session-Musiker, der bisher an fast 400 Aufnahmen verschiedener Interpreten beteiligt war. Zu diesen gehören
- in den 1970ern Gregg Allman, Jackson Browne, Harry Chapin, The Doobie Brothers, Jonathan Edwards, Art Garfunkel, Lowell George, Steve Harley, Emmylou Harris, Tom Johnston, Little Feat, Manhattan Transfer, Robert Palmer, Bonnie Raitt, Neil Sedaka, Bob Seger, Carly Simon und Barbra Streisand
- in den 1980ern The Blues Brothers, Jackson Browne, Harry Chapin, Cher, The Doobie Brothers, Robben Ford, Emmylou Harris, David Lindley, Little Feat, Eric Martin, Richard Marx, Reba McEntire, Stevie Nicks, Pink Floyd, Bonnie Raitt, Linda Ronstadt, Bob Seger, Carly Simon, Rod Stewart, James Taylor und Toto
- in den 1990ern Bryan Adams, J. J. Cale, Shawn Colvin, Julian Dawson, Neil Diamond, Buddy Guy, Johnny Hallyday, John Hiatt, John Lee Hooker, B. B. King, Dave Koz, Little Feat, Meat Loaf, Maria Muldaur, Randy Newman, Robert Palmer, Wilson Phillips, Pink Floyd, The Rembrandts, Otis Rush, Bob Seger, Curtis Stigers, Taj Mahal, Travis Tritt, John Trudell und Lari White
- in den 2000ern The Blues Brothers, Little Feat, Scott Holt, Linda Ronstadt und Travis Tritt

2005 veröffentlichte Bill Payne außerdem sein Solo-Debüt Cielo Norte.